# Кадык-Джабу
Кады́к-Джабу́ (укр. Кадик-Джабу, крымскотат. Qatıq Cabu, Къатыкъ Джабу) — исчезнувшее село в Нижнегорском районе Республики Крым, располагавшееся на западе центральной части района, в степном Крыму, примерно в 1,5 км южнее современного села Новогригорьевка.

## История
Первое документальное упоминание села встречается в Камеральном Описании Крыма… 1784 года, судя по которому, в последний период Крымского ханства Джабу входил в Карасубазарский кадылык Карасъбазарскаго каймаканства. После присоединения Крыма к России (8) 19 апреля 1783 года, (8) 19 февраля 1784 года, именным указом Екатерины II сенату, на территории бывшего Крымского Ханства была образована Таврическая область и деревня была приписана к Симферопольскому уезду. После Павловских реформ, с 1796 по 1802 год, входила в Акмечетский уезд Новороссийской губернии. По новому административному делению, после создания 8 (20) октября 1802 года Таврической губернии, Кадык-Джабу был включён в состав Табулдынской волости Симферопольского уезда.
По Ведомости о всех селениях в Симферопольском уезде состоящих с показанием в которой волости сколько числом дворов и душ… от 9 октября 1805 года, в деревне Кадык-Джабу числилось 29 дворов и 175 жителей, исключительно крымских татар. На военно-топографической карте генерал-майора С. А. Мухина 1817 года обозначены рядом 2 деревни Джаве с 35 дворами и пустующий Катак. После реформы волостного деления 1829 года Катик Динабу, согласно «Ведомости о казённых волостях Таврической губернии 1829 года», отнесли к Айтуганской волости (переименованной из Табулдынской). На карте 1836 года в деревне 23 двора, как и на карте 1842 года.
В 1860-х годах, после земской реформы Александра II, деревню приписали к Зуйской волости. Видимо, деревня опустела в связи с эмиграцией татар в Турцию, особенно массовой после Крымской войны 1853—1856 годов, но ни в одном документе этот факт не зафиксирован. Если на карте Шуберта 1865 года Кадык-Джабу ещё обозначен, то на карте с корректурой 1876 года его уже нет.
Вновь в исторических документах Кадык-Джабу встречается в «…Памятной книжке Таврической губернии на 1892 год», согласно которой, в безземельной деревне Табулдинской волости в 6 дворах числилось 33 жителя. В «…Памятной книжке Таврической губернии на 1900 год» Кадык-Джабу опять не значится, и в дальнейшем в доступных источниках название не встречается.